# Gereben (keresztnév)
A Gereben szláv → magyar eredetű férfinév, jelentése kender, len.
A gereben szóból származtatható, eredetileg a magyarok a honfoglalás után főleg a Dunántúlon lakó déli szláv népcsoportoktól vették át az eszközt, és annak nevét is, személynévként pedig a legjobban használó ember kapta meg, mint nagyra becsült személy, aki e mesterséget elsajátította.
Névnapok
- március 16.

## Híres Gerebenek, Gerébek
- Vas Gereben író

## Külső hivatkozások
- Az MTA Nyelvtudományi Intézete által anyakönyvi bejegyzésre alkalmasnak minősített utónevek jegyzéke